# 김분식
김분식(1974년 1월 5일 ~ )은 대한민국 대한항공 소속의 탁구 선수였다. 1994년 일본 히로시마 아시안게임에서 복식 동메달을 획득했다.

## 출신 학교
- 계림초등학교
- 근화여자중학교
- 근화여자고등학교